# Lepadella imbricata
Lepadella imbricata är en hjuldjursart som beskrevs av Harry K. Harring 1914. Lepadella imbricata ingår i släktet Lepadella och familjen Lepadellidae. Inga underarter finns listade i Catalogue of Life.